# سارویی
قاسم‌آباد سارویی قاسم‌آباد سارویی در ۷۰ کیلومتری شهرستان شیراز و ۲۵ کیلومتری شهرستان مرودشت واقع است.
هوای آن معتدل مالاریائی(تابستان های گرم زمستان های‌ سرد و بهار و پاییز معتدل )به بیان دیگر این روستا چهار فصل است.
از محصولات کشاورزی این روستا می‌توان جو، گندم، چغندر، ذرت علوفه و برنج اشاره کرد.
این روستا ۴۵۰ تن سکنه دارد که تعداد قابل توجهی از مردم به کشاورزی، دامداری، حمل نقل سنگین و کار با ابزارآلات کشاورزی مشغول هستند.
مردمان این روستا فارسی زبان(تاجیک/فارس) و لری زبان(طایفه بهمئی) میباشند.